# Champhai (district)
Champhai is een district van de Indiase staat Mizoram. In 2001 telde het district 101.389 inwoners op een oppervlakte van 3168 km². Westelijke en noordelijke delen van het district splitsten zich in 2019 echter af en vormen sindsdien respectievelijk de districten Khawzawl en Saitual.
Aizawl · Champhai · Hnahthial · Khawzawl · Kolasib · Lawngtlai · Lunglei · Mamit · Saiha · Saitual · Serchhip